# Kim Jong-oh
Kim Jong-oh (en coreano: 金鍾 五; Cheongwon, 22 de mayo de 1921-Seúl, 30 de marzo de 1966) fue un militar surcoreano y miembro del Consejo Supremo para la Reconstrucción Nacional, la junta militar que gobernó Corea del Sur entre 1961 y 1962.

## Vida
Nació el 22 de mayo de 1921 en Bugang-myeon, Cheongwon-gun, provincia de Chungcheong del Norte. En 1944, mientras asistía a la Universidad de Chuo en Japón, se alistó como estudiante soldado en la Academia Militar de Japón y regresó a Corea después de la liberación. Luego de su regreso, participó en un grupo de estudiantes formado contra la alianza formada por la izquierda. Posteriormente, el 15 de enero de 1946, ingresó en la escuela militar como estudiante de primer año y fue comisionado como guardia del ejército.
En 1947 se convirtió en el comandante del 1.er regimiento del ejército, fue coronel del ejército al comienzo de la Guerra de Corea y fue el jefe de la 6.ª división. En julio de 1950, fue ascendido a general de brigada. Kim Jong-oh, quien sospechaba de una posible guerra, mientras se desempeñaba como comandante de la 6.ª División, ordenó al 7.º Regimiento de la 6.ª División del Ejército estacionado en Chuncheon que estuviera en alerta a partir del 22 de junio de 1950 y prohibió la salida de soldados. Por esta razón, 24 000 soldados del norcoreano Ejército Popular de Corea atacaron Chuncheon en la madrugada del 25 de junio, pero no pudieron ocupar el área de Chuncheon, perdiendo más del 40 % de sus fuerzas. En la batalla de Chuncheon la 6.ª División enfrentó al Ejército Popular de Corea durante tres días para asegurar Chuncheon y evitó con éxito su avance, pero se retiró a Chungju por orden del cuartel general del Ejército; el Ejército Popular de Corea ocupó Chuncheon a las 22 horas del 27 de junio.
Durante la batalla de Heecheon en octubre de 1950, el 7.º Regimiento de la 6.ª División, liderado por Kim Jong-oh, derrotó a un regimiento de la 18.ª División del Ejército Popular de Corea y capturó Heecheon. Posteriormente, Kim fue nombrado comandante de la 9.ª División y en la batalla de Caballo Blanco, entre el 6 y el 15 de octubre de 1952, venció al ejército chino, con ayuda de tropas de las Naciones Unidas.
Después de la guerra fue jefe del Estado Mayor Conjunto y jefe del Estado Mayor del 15.º Ejército. Participó en el golpe de Estado del 16 de mayo de 1961, liderado por Park Chung-hee, e inmediatamente después fue miembro del Consejo Supremo para la Reconstrucción Nacional. Murió de cáncer de pulmón en su casa de Sindang-dong a las 9:25 del 30 de marzo de 1966.

## Fundación de escuelas
Fundó la escuela secundaria Bugang y la escuela secundaria industrial Bugang (actualmente la escuela secundaria tecnológica de Sejong) en la ciudad de Cheongju (actualmente, la ciudad autónoma especial de Sejong).

## Reconocimientos
17 medallas, incluida la medalla de servicio Taegeuk.